# Indolopiruvato ferredossina ossidoreduttasi
La indolopiruvato ferredossina ossidoreduttasi è un enzima appartenente alla classe delle ossidoreduttasi, che catalizza la seguente reazione:
(indolo-3-ile)piruvato + CoA + ferredossina ossidata ⇄ S-2-(indolo-3-ile)acetil-CoA + CO2 + ferredossina ridotta
L'enzima è una delle quattro ossidoreduttasi di 2-ossoacidi, differenti tra di loro sulla base dei 2-ossoacidi utilizzati come substrato. Tra di esse figurano la piruvato sintasi, la 2-ossoglutarato sintasi e la 3-metile-2-ossobutanoato deidrogenasi (ferredossina). 
L'enzima contiene tiamina pirofosfato e cluster ferro-zolfo. Utilizza preferenzialmente le forme transaminate di amminoacidi aromatici (come il fenilpiruvato ed il p-idrossifenilpiruvato).